# Васильевка (Марксовский район)
Васи́льевка — село в Марксовском районе Саратовской области.

## География
Село Васильевка расположено на левом берегу Волги, около 90 км по прямой к северо-востоку от Саратова. Относится к муниципальному образованию Зоркинское сельское поселение, административный центр — деревня Зоркино располагается в двух километрах к юго-западу. Город Маркс, бывший Баронск или Екатериненштадт, находится в 40 км к юго-западу от деревни.

## История
Населённый пункт был основан по различным данным в 1764—1766 или 1767 годы бароном de Beauregard Caneau как лютеранская деревня, одно из немецких поселений на Волге. Поселению сразу присвоили название Базель, а также иногда называли Крац (Кратц) в честь первого старосты деревни. Во время Первой мировой войны в 1915 году царское правительство приняло постановление об отмене всех географических названий немецкого происхождения в Поволжье, и Базель получил название Васильевка. В деревне была лютеранская церковь и три школы.
После Октябрьской революции, старое название Базель снова официально используется, и после создания Автономной Советской Социалистической Республики немцев Поволжья (Республика немцев Поволжья) в 1924 году, он принадлежал к Кантону Марксштад. После реформ 1935 и 1941 годов село имеет название Васильевка.

## Население
| 2002 | 2010 |
| ---- | ---- |
| 309  | ↗311 |